# Microcaecilia nicefori
Microcaecilia nicefori é uma espécie de anfíbio da família Siphonopidae. Endémica da Colômbia, onde pode ser encontrada na área central do vale do rio Magdalena nos departamentos de Tolima, Cundinamarca, Santander e Antioquia.
O seu habitat inclui florestas tropicais e subtropicais húmidas de planície, terra arável, pastagens, plantações, jardins rurais, florestas altamente degradadas e terras irrigáveis.